# Chilchinbito
Chilchinbito es un lugar designado por el censo ubicado en el condado de Navajo en el estado estadounidense de Arizona. En el Censo de 2010 tenía una población de 506 habitantes y una densidad poblacional de 8,22 personas por km².

## Geografía
Chilchinbito se encuentra ubicado en las coordenadas 36°29′28″N 110°2′59″O / 36.49111, -110.04972. Según la Oficina del Censo de los Estados Unidos, Chilchinbito tiene una superficie total de 61.57 km², de la cual 61.54 km² corresponden a tierra firme y (0.05%) 0.03 km² es agua.

## Demografía
Según el censo de 2010, había 506 personas residiendo en Chilchinbito. La densidad de población era de 8,22 hab./km². De los 506 habitantes, Chilchinbito estaba compuesto por el 0.59% blancos, el 0% eran afroamericanos, el 99.41% eran amerindios, el 0% eran asiáticos, el 0% eran isleños del Pacífico, el 0% eran de otras razas y el 0% pertenecían a dos o más razas. Del total de la población el 1.19% eran hispanos o latinos de cualquier raza.